# Ray Lewis (friidrottare)
Ray Lewis, född 8 oktober 1910 i Hamilton i Ontario, död 14 november 2003 i Hamilton, var en kanadensisk friidrottare.
Lewis blev olympisk bronsmedaljör på 4 x 400 meter vid sommarspelen 1932 i Los Angeles.